# Incamyia spinicosta
Incamyia spinicosta là một loài ruồi trong họ Tachinidae.